# Evansville (Minnesota)
Evansville – miasto w Stanach Zjednoczonych, w stanie Minnesota, w hrabstwie Douglas.